# Conoglano
Conoglano (Conoglàn in friulano) è una frazione del comune di Cassacco, nella provincia di Udine in Friuli-Venezia Giulia. È una delle quattro frazioni del comune assieme a Martinazzo, Montegnacco e Raspano.

## Geografia fisica
L'abitato si trova nella zona sud-occidentale del territorio comunale, non separato dal centro capoluogo del quale rappresenta una continuazione urbanistica. Si trova, inoltre, a poca distanza in direzione est dal capoluogo del comune di Treppo Grande.
Come le altre 3 frazioni del comune anche Conoglano sorge su una collina, facendo sì che si trovi in posizione sopraelevata rispetto alla circostante pianura veneto-friulana. La dorsale collinare sulla quale si sviluppa l'abitato è lambito a sud dal torrente Soima.
Il paese ha la caratteristica, comune anche alle altre frazioni di Cassacco, di essere formato da borghi: i più famosi sono i borghi Miotti, Baiutti e Menut.

## Monumenti e luoghi d'interesse
- La Chiesa dei santi Filippo e Giacomo, finita di edificare alla fine degli anni venti del Novecento.
- Il Mulino Ferrant, mulino ad acqua del XVIII secolo.